# Кангасколкка, Алексей
Алексей Кангасколкка (фин. Aleksei Kangaskolkka; 29 октября 1988, Выборг) — российский и финский футболист.

## Клубная карьера
Родился в Выборге, в 8 лет переехал с матерью и финским отчимом в Финляндию. Профессиональную карьеру начал в клубе «МюПа». В составе этого клуба стал обладателем Кубка Финляндии в 2004 году, а также чемпионом Финляндии в 2005 году. В 2006 году форвардом интересовался московский «Спартак», но переход не состоялся. В 2008 году перешёл в «Тампере Юнайтед», с которым в следующем году выиграл Кубок Лиги. В 2011 году перешёл в «Мариехамн», в составе которого являлся одним из ведущих игроков.
В июле 2013 года Алексей подписал двухлетний контракт с нидерландским клубом «Хераклес». Дебютировал в Эредивизи 4 августа против «Витесса». В первом сезоне нападающий сыграл только четыре матча в чемпионате.
В начале января 2015 года Кангасколкка вернулся в свой бывший клуб «Мариехамн». В сезоне 2015 года выиграл Кубок Финляндии, в сезоне 2016 года стал чемпионом Финляндии, а в сезоне 2017 года стал лучшим бомбардиром чемпионата, забив 16 мячей. По окончании сезона 2018 объявил о завершении карьеры футболиста.

## Карьера в сборной
Провёл 11 матчей за молодёжную сборную Финляндии, забил 1 мяч.

## Достижения
Командные достижения
 «МюПа»
- Чемпионат Финляндии: 2005
- Кубок Финляндии: 2004

 «Тампере Юнайтед»
- Обладатель Кубка Лиги: 2009

 «Мариехамн»
- Чемпионат Финляндии: 2016
- Кубок Финляндии: 2015

Личные достижения
 «Мариехамн»
- Лучший бомбардир Чемпионата Финляндии: 2017